# Maija Lavonen

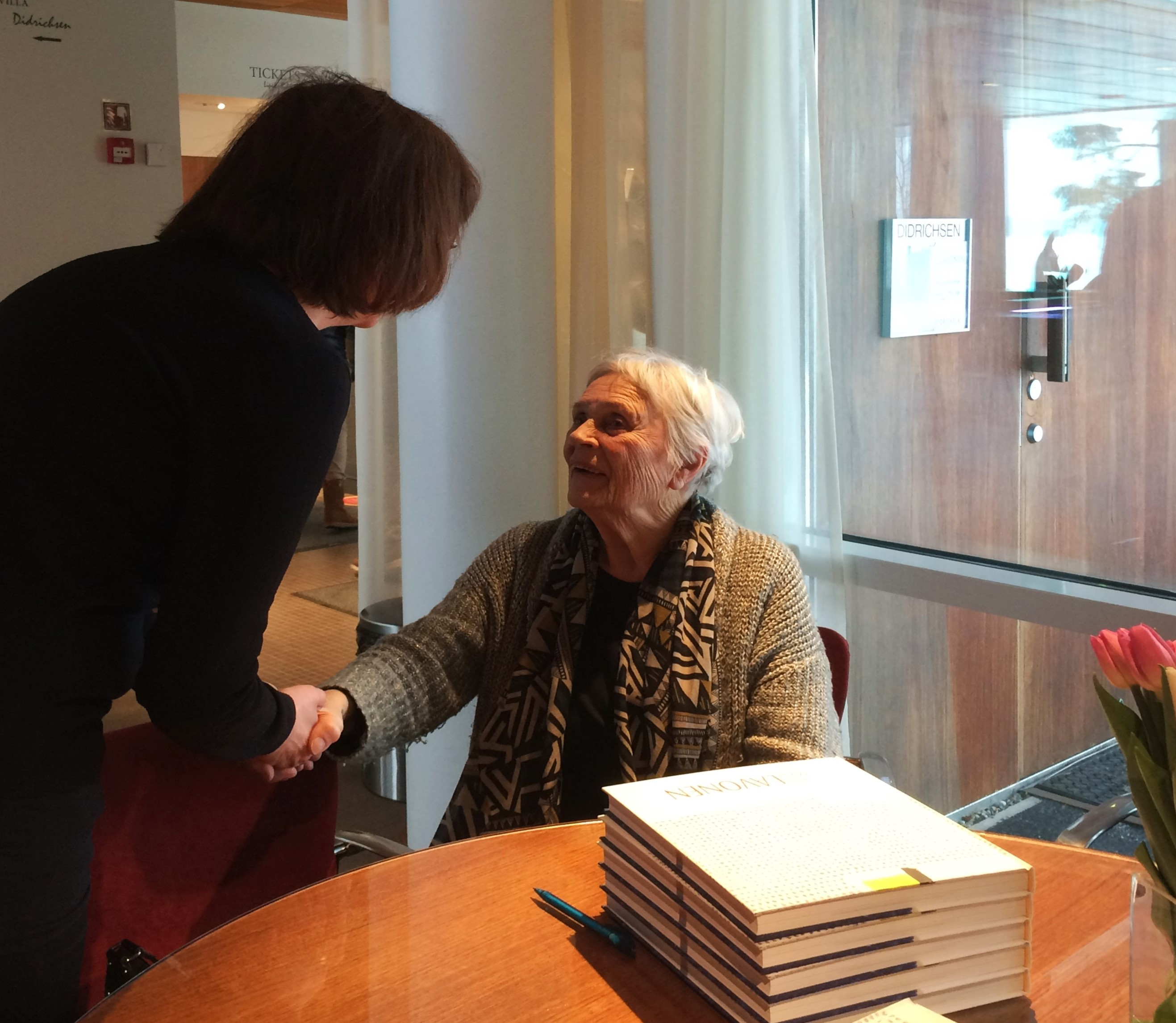
Maija Lavonen signerar utställningskataloger på Didrichsens konstmuseum i Helsingfors, 2018.

Maija Sisko Lavonen, född Luukela den 29 oktober 1931 i Ijo, död 9 december 2023 i Helsingfors, var en finländsk textilkonstnär. Hon var gift med bildkonstnären Ahti Lavonen (1928–1970). Hon var mor till bildkonstnären Kuutti Lavonen (1960–) och dramaturgen Sussa Lavonen (1966–) samt syster till ljuskonstnären Annikki Luukela (1944–).
Maija Lavonen studerade 1953–1956 vid Konstindustriella läroverket och 1956–1957 vid Fria konstskolan i Helsingfors. Hon inledde sin karriär inom textilindustrin 1956–1958, blev frilansplanerare 1961 och konstnär 1970. Hon ställde ut första gången 1968. Som frilanskonstnär gjorde hon sig först känd som en förnyare av ryakonsten, många av hennes offentliga arbeten är vävda av ull- och linnegarn.
Sökandet efter nya material och experiment har skänkt Maija Lavonen en plats bland de främsta textilkonstnärerna under det sena 1900-talet. Hennes verk finns i många offentliga lokaler såsom i Riksdagshuset (1982), Finlands Bank, ministerier, ambassader, kyrkor med mera. Arbetet Voyage av patinerat kopparnät visades 2002 i Unescos kapell, ritat av Tadao Ando i Paris. År 2018 visades ett urval verk av makarna Lavonen i utställningen "Ahti och Maija Lavonen – i samklang" på Didrichsens konstmuseum i Helsingfors.
Hon undervisade vid Kotka och Karhula yrkesskola 1958–1961 och Konstindustriella högskolan 1985–1987 samt 1989–1994. År 1992 erhöll hon Pro Finlandia-medaljen och 1996 utsågs hon till Årets textilkonstnär och hedersmedlem i Ornamo.

### Uppslagsverk
- Lavonen, Maija i Uppslagsverket Finland (webbupplaga, 2012). CC-BY-SA 4.0